# Iredalea pupoidea
Iredalea pupoidea är en snäckart. Iredalea pupoidea ingår i släktet Iredalea och familjen Turridae. Inga underarter finns listade i Catalogue of Life.